# Scottish FA Cup 2013/14
Der Scottish FA Cup wurde 2013/14 zum 129. Mal ausgespielt. Der wichtigste schottische Fußball-Pokalwettbewerb, der offiziell als William Hill Scottish Cup ausgetragen und vom Schottischen Fußballverband geleitet wurde, begann am 14. September 2013 und endete mit dem Finale am 17. Mai 2014 im Celtic Park von Glasgow. Zum letzten Mal wurde ein Endspiel im schottischen Pokal im Jahr 1998 im Celtic Park ausgetragen. Titelverteidiger war Celtic Glasgow, der sich im Vorjahresfinale gegen Hibernian Edinburgh durchsetzen konnte. Im diesjährigen Wettbewerb schied das Team im Achtelfinale gegen den FC Aberdeen aus. Der Pokalsieger war für die 2. Qualifikationsrunde der UEFA Europa League 2014/15 startberechtigt. Die Vereine der Scottish Premiership stiegen in der 4. Runde des Wettbewerbs ein. Mit einem 2:0-Finalsieg gegen Dundee United konnte der FC St. Johnstone, 130 Jahre nach der Vereinsgründung erstmals den Pokal in Schottland gewinnen.

## Teilnehmende Mannschaften
Für den Scottish FA Cup 2013/14 waren folgende 82 Mannschaften qualifiziert:
| Premiership 12 Vereine | Championship 10 Vereine                                                                                | League One 10 Vereine                                                                         | League Two 10 Vereine                                                                       | Highland Football League 15 Vereine | East of Scotland Football League 5 Vereine             | South of Scotland Football League 3 Vereine | Lowland Football League 7 Vereine                                           | Scottish Football Association 3 Mitglieder | Scottish Junior Football Association 3 Mitglieder |
| Celtic (TV) Motherwell St. Johnstone Inverness CT Ross County Dundee Utd. Hibernian Aberdeen Kilmarnock Hearts St. Mirren Partick Thistle | Dundee Morton Falkirk Livingston Hamilton Raith Rovers Dumbarton Cowdenbeath Dunfermline Airdrieonians | Albion Queen of the South Alloa Brechin Forfar Arbroath Stenhousemuir Ayr Stranraer East Fife | E. Stirlingshire Rangers Peterhead Queen’s Park Berwick Elgin Montrose Stirling Annan Clyde | Brora Rangers Buckie Thistle Clachnacuddin Deveronvale Forres Fort William Fraserburgh Huntly Inverurie Keith Lossiemouth Nairn County Rothes Turriff Wick | Burntisland CSS Coldstream Edinburgh University Hawick | Newton Stewart St. Cuthbert Wigtown         | Edinburgh City Gala Preston Selkirk Spartans Threave Rovers Vale of Leithen | Girvan Glasgow University Golspie          | Auchinleck Culter Linlithgow                      |

## Termine
Die Spielrunden wurden an folgenden Terminen ausgetragen:
- 1. Hauptrunde: 14. September 2013 (Sa.)
- 2. Hauptrunde: 5. Oktober 2013 (Sa.)
- 3. Hauptrunde: 1./2. November 2013 (Fr./Sa.)
- 4. Hauptrunde: 29. November – 1. Dezember 2013 (Fr.–So.)
- Achtelfinale: 7.–9. Februar 2014 (Fr.–So.)
- Viertelfinale: 8./9. März 2014 (Sa./So.)
- Halbfinale: 12./13. April 2014 (Sa./So.)
- Finale: 17. Mai 2014 (Sa.)

## 1. Runde
Ausgetragen wurden die Begegnungen am 14. September 2013. Die Wiederholungsspiele fanden am 21. September 2013 statt.
|                         | Ergebnis |                            |
| ----------------------- | -------- | -------------------------- |
| Edinburgh University    | 0:2      | FC Spartans                |
| Threave Rovers          | 3:0      | FC Rothes                  |
| FC Golspie Sutherland   | 0:4      | Edinburgh City             |
| FC Huntly               | 3:4      | Preston Athletic           |
| FC Coldstream           | 0:6      | Wick Academy               |
| FC Girvan               | 1:5      | FC Auchinleck Talbot       |
| FC Selkirk              | 1:3      | Turriff United             |
| FC Fort William         | 0:0      | FC Newton Stewart          |
| Forres Mechanics        | 4:5      | FC Keith                   |
| FC Fraserburgh          | 4:0      | FC Civil Service Strollers |
| Gala Fairydean Rovers   | 3:1      | Glasgow University         |
| FC Wigtown & Bladnoch   | 3:4      | Buckie Thistle             |
| Brora Rangers           | 1:0      | FC Vale of Leithen         |
| FC Deveronvale          | 5:0      | Clachnacuddin F.C.         |
| FC Inverurie Loco Works | 3:0      | FC Burntisland Shipyard    |
| FC Hawick Royal Albert  | 0:1      | St. Cuthbert Wanderers     |
| FC Lossiemouth          | 0:0      | FC Culter                  |
| FC Linlithgow Rose      | 2:0      | Nairn County               |

Wiederholungsspiele
|                   | Ergebnis |                 |
| ----------------- | -------- | --------------- |
| FC Newton Stewart | 3:1      | FC Fort William |
| FC Culter         | 3:1      | FC Lossiemouth  |

## 2. Runde
Ausgetragen wurden die Begegnungen am 5. und 6. Oktober 2013. Die Wiederholungsspiele fanden am 12. und 19. Oktober 2013 statt.
|                       | Ergebnis |                         |
| --------------------- | -------- | ----------------------- |
| Gala Fairydean Rovers | 0:3      | FC Clyde                |
| Turriff United        | 4:2      | Wick Academy            |
| Albion Rovers         | 1:0      | FC Spartans             |
| FC Queen’s Park       | 2:2      | Preston Athletic        |
| Brora Rangers         | 1:1      | Cove Rangers            |
| Dalbeattie Star       | 0:1      | FC Montrose             |
| Edinburgh City        | 4:4      | FC Fraserburgh          |
| Berwick Rangers       | 2:1      | FC Peterhead            |
| FC Keith              | 0:4      | Elgin City              |
| FC East Stirlingshire | 6:0      | Threave Rovers          |
| Stirling Albion       | 2:2      | FC Whitehill Welfare    |
| FC Auchinleck Talbot  | 4:0      | St. Cuthbert Wanderers  |
| Formartine United     | 0:2      | FC Inverurie Loco Works |
| FC Newton Stewart     | 0:6      | FC Culter               |
| Buckie Thistle        | 0:0      | Annan Athletic          |
| FC Deveronvale        | 2:2      | FC Linlithgow Rose      |

Wiederholungsspiele
|                      | Ergebnis |                 |
| -------------------- | -------- | --------------- |
| Cove Rangers         | 0:3      | Brora Rangers   |
| Annan Athletic       | 4:0      | Buckie Thistle  |
| FC Linlithgow Rose   | 1:3      | FC Deveronvale  |
| FC Fraserburgh       | 2:0      | Edinburgh City  |
| Preston Athletic     | 1:2      | FC Queen’s Park |
| FC Whitehill Welfare | 1:2      | Stirling Albion |

## 3. Runde
Ausgetragen wurden die Begegnungen zwischen dem 1. und 3. November 2013. Die Wiederholungsspiele fanden am 9. und 12. November 2013 statt.
|                       | Ergebnis |                         |
| --------------------- | -------- | ----------------------- |
| Forfar Athletic       | 2:1      | FC East Fife            |
| FC Culter             | 1:1      | Berwick Rangers         |
| Elgin City            | 3:5      | Dunfermline Athletic    |
| FC Stranraer          | 2:2      | FC Auchinleck Talbot    |
| Alloa Athletic        | 3:0      | FC Inverurie Loco Works |
| Ayr United            | 3:2      | FC Queen’s Park         |
| Glasgow Rangers       | 3:0      | Airdrieonians           |
| FC Dumbarton          | 2:1      | FC Cowdenbeath          |
| FC Arbroath           | 0:2      | Brechin City            |
| FC Stenhousemuir      | 2:2      | Annan Athletic          |
| FC Fraserburgh        | 2:1      | FC Montrose             |
| Turriff United        | 0:3      | Stirling Albion         |
| FC East Stirlingshire | 0:2      | Raith Rovers            |
| Albion Rovers         | 1:0      | FC Deveronvale          |
| FC Clyde              | 2:1      | Brora Rangers           |
| Queen of the South    | 1:0      | Hamilton Academical     |

Wiederholungsspiele
|                      | Ergebnis  |                  |
| -------------------- | --------- | ---------------- |
| Berwick Rangers      | 3:1       | FC Culter        |
| Annan Athletic       | 2:4 n. V. | FC Stenhousemuir |
| FC Auchinleck Talbot | 2:3       | FC Stranraer     |

## 4. Runde
Ausgetragen wurden die Begegnungen zwischen dem 29. November und 1. Dezember 2013. Die Wiederholungsspiele finden am 4. und 10. Dezember 2013 statt.
|                              | Ergebnis |                      |
| ---------------------------- | -------- | -------------------- |
| FC Falkirk                   | 0:2      | Glasgow Rangers      |
| Albion Rovers                | 1:0      | FC Motherwell        |
| Berwick Rangers              | 1:3      | FC Dumbarton         |
| FC Clyde                     | 1:1      | FC Stranraer         |
| Dundee United                | 5:2      | FC Kilmarnock        |
| Queen of the South           | 2:2      | FC St. Mirren        |
| FC Stenhousemuir             | 3:0      | FC Fraserburgh       |
| Brechin City                 | 1:1      | Forfar Athletic      |
| Alloa Athletic               | 3:2      | Stirling Albion      |
| Ross County                  | 0:1      | Hibernian Edinburgh  |
| FC Dundee                    | 0:1      | Raith Rovers         |
| FC St. Johnstone             | 2:0      | FC Livingston        |
| Partick Thistle              | 0:1      | FC Aberdeen          |
| Heart of Midlothian          | 0:7      | Celtic Glasgow       |
| Ayr United                   | 1:1      | Dunfermline Athletic |
| Inverness Caledonian Thistle | 4:0      | Greenock Morton      |

Wiederholungsspiele
|                      | Ergebnis              |                    |
| -------------------- | --------------------- | ------------------ |
| Dunfermline Athletic | 1:0                   | Ayr United         |
| FC Stranraer         | 4:1                   | FC Clyde           |
| FC St. Mirren        | 3:0                   | Queen of the South |
| Forfar Athletic      | 3:3 n. V. (4:3 i. E.) | Brechin City       |

## Achtelfinale
Ausgetragen wurden die Begegnungen zwischen dem 7. und 9. Februar 2014. Das Wiederholungsspiel fand am 18. Februar 2014 statt.
|                     | Ergebnis |                              |
| ------------------- | -------- | ---------------------------- |
| Alloa Athletic      | 0:1      | FC Dumbarton                 |
| FC Stranraer        | 2:2      | Inverness Caledonian Thistle |
| Hibernian Edinburgh | 2:3      | Raith Rovers                 |
| Albion Rovers       | 2:0      | FC Stenhousemuir             |
| Forfar Athletic     | 0:4      | FC St. Johnstone             |
| Celtic Glasgow      | 1:2      | FC Aberdeen                  |
| Dundee United       | 2:1      | FC St. Mirren                |
| Glasgow Rangers     | 4:0      | Dunfermline Athletic         |

Wiederholungsspiel
|                              | Ergebnis |              |
| ---------------------------- | -------- | ------------ |
| Inverness Caledonian Thistle | 2:0      | FC Stranraer |

## Viertelfinale
Ausgetragen wurden die Begegnungen am 8. und 9. März 2014. Das Wiederholungsspiel fand am 17. März 2014 statt.
|                              | Ergebnis |                  |
| ---------------------------- | -------- | ---------------- |
| Raith Rovers                 | 1:3      | FC St. Johnstone |
| FC Aberdeen                  | 1:0      | FC Dumbarton     |
| Inverness Caledonian Thistle | 0:5      | Dundee United    |
| Glasgow Rangers              | 1:1      | Albion Rovers    |

Wiederholungsspiel
|               | Ergebnis |                 |
| ------------- | -------- | --------------- |
| Albion Rovers | 0:2      | Glasgow Rangers |

## Halbfinale
Ausgetragen wurden die Begegnungen am 12. und 13. April 2014 im Ibrox Stadium von Glasgow.
|                  | Ergebnis |               |
| ---------------- | -------- | ------------- |
| Glasgow Rangers  | 1:3      | Dundee United |
| FC St. Johnstone | 2:1      | FC Aberdeen   |

## Finale
| FC St. Johnstone                                                  | FC St. Johnstone | Dundee United | Dundee United |
| ----------------------------------------------------------------- | --- | --- | ------------- |
| FC St. Johnstone                                                  | \| Samstag, 17. Mai 2014 um 17:00 Uhr (BST) in Glasgow (Celtic Park) \| \| Ergebnis: 2:0 (1:0) \| \| Zuschauer: 47.345 \| \| Schiedsrichter: Craig A. Thomson \| \| Spielbericht \|                                                                  | \| Samstag, 17. Mai 2014 um 17:00 Uhr (BST) in Glasgow (Celtic Park) \| \| Ergebnis: 2:0 (1:0) \| \| Zuschauer: 47.345 \| \| Schiedsrichter: Craig A. Thomson \| \| Spielbericht \|                                                        | Dundee United |
| FC St. Johnstone                                                  | Alan Mannus – Dave Mackay , Frazer Wright, Steven Anderson, Brian Easton – Chris Millar, David Wotherspoon (85. Gary McDonald), James Dunne, Michael O’Halloran (73. Lee Croft) – Steven MacLean, Stevie May Cheftrainer: Tommy Wright ( Nordirland) | Radosław Cierzniak – Keith Watson, Sean Dillon , Gavin Gunning, Andrew Robertson – Paul Paton (77. Brian Graham), John Rankin, Ryan Dow, Stuart Armstrong – Gary Mackay-Steven (64. Ryan Gauld), Nadir Çiftçi Cheftrainer: Jackie McNamara | Dundee United |
| FC St. Johnstone                                                  | 1:0 Steven Anderson (45.) 2:0 Steven MacLean (84.) | | Dundee United |
| FC St. Johnstone                                                  | James Dunne, Steven MacLean, Stevie May | Nadir Çiftçi, Gavin Gunning, Paul Paton | Dundee United |
| Samstag, 17. Mai 2014 um 17:00 Uhr (BST) in Glasgow (Celtic Park) | | |               |
| Ergebnis: 2:0 (1:0)                                               | | |               |
| Zuschauer: 47.345                                                 | | |               |
| Schiedsrichter: Craig A. Thomson                                  | | |               |
| Spielbericht                                                      | | |               |